# W-League (Australia) 2009
La W-League 2009 fue la segunda edición de la W-League, la máxima categoría del fútbol femenino en Australia. Participaron 8 equipos en diez jornadas y una fase final de eliminatorias a la que clasificaron los 4 primeros equipos de la temporada regular.
El Sydney FC se consagró campeón de la fase regular y del campeonato al ganar la Grand Final contra el Brisbane Roar por 3 a 2.

## Equipos
| Equipo                 | Ciudad    |
| ---------------------- | --------- |
| Adelaide United        | Adelaida  |
| Brisbane Roar          | Brisbane  |
| Canberra United FC     | Canberra  |
| Central Coast Mariners | Gosford   |
| Melbourne Victory      | Melbourne |
| Newcastle Jets         | Newcastle |
| Perth Glory            | Perth     |
| Sydney FC              | Sídney    |

## Clasificación
| Pos. | Equipo                 | Pts. | PJ | G | E | P | GF | GC | Dif. | Clasificación   |
| ---- | ---------------------- | ---- | -- | - | - | - | -- | -- | ---- | --------------- |
| 1    | Sydney FC (T) (C)      | 23   | 10 | 7 | 2 | 1 | 25 | 10 | +15  | Campeón T. Reg. |
| 2    | Central Coast Mariners | 22   | 10 | 7 | 1 | 2 | 24 | 7  | +17  | Eliminatorias   |
| 3    | Brisbane Roar          | 21   | 10 | 6 | 3 | 1 | 24 | 7  | +17  | Eliminatorias   |
| 4    | Canberra United        | 14   | 10 | 4 | 2 | 4 | 17 | 12 | +5   | Eliminatorias   |
| 5    | Melbourne Victory      | 14   | 10 | 4 | 2 | 4 | 9  | 10 | −1   |                 |
| 6    | Perth Glory            | 13   | 10 | 4 | 1 | 5 | 11 | 22 | −11  |                 |
| 7    | Adelaide United        | 3    | 10 | 0 | 3 | 7 | 7  | 31 | −24  |                 |
| 8    | Newcastle Jets         | 2    | 10 | 0 | 2 | 8 | 7  | 25 | −18  |                 |

 Fuente: Soccerway
(T) Campeón del Torneo Regular.

(C) Campeón de la temporada.

## Eliminatorias
Los cuatro primeros equipos de la temporada regular compiten por el título del campeonato.
|  | Semifinales | Semifinales            | Semifinales |               |   | Grand Final | Grand Final | Grand Final |  |
|  |             |                        |             |               |   |             |             |             |  |
|  |             |                        |             |               |   |             |             |             |  |
|  | 1           | Sydney FC              | 3           |               |   |             |             |             |  |
|  | 1           | Sydney FC              | 3           |               |   |             |             |             |  |
|  | 4           | Canberra United FC     | 0           |               |   |             |             |             |  |
|  | 4           | Canberra United FC     | 0           |               | 1 | Sydney FC   | 3           |             |  |
|  |             |                        |             |               | 1 | Sydney FC   | 3           |             |  |
|  |             |                        | 2           | Brisbane Roar | 2 |             |             |             |  |
|  | 2           | Central Coast Mariners | 2           | Brisbane Roar | 2 | 0           |             |             |  |
|  | 2           | Central Coast Mariners |             |               |   | 0           |             |             |  |
|  | 3           | Brisbane Roar          | 1           |               |   |             |             |             |  |
|  | 3           | Brisbane Roar          | 1           |               |   |             |             |             |  |
|  |             |                        |             |               |   |             |             |             |  |

| Campeón    |
| Sydney FC  |
| 1.° título |